# Kauli
Kauli (biał. Каўлі; ros. Ковли, Kowli) – wieś na Białorusi, w obwodzie witebskim, w rejonie dokszyckim, w sielsowiecie Berezyna. W 2009 roku liczyła 2 mieszkańców.